# Dona Nenê
Irene Souza Silva, mais conhecida por Dona Nenê (Governador Valadares, 28 de junho de 1953), é uma personagem fictícia do seriado A Grande Família, da Rede Globo. Foi interpretada por Eloísa Mafalda na 1° versão e por Marieta Severo na 2° versão.

## História
Irene Souza Silva, mais conhecida como Dona Nenê, é uma típica dona de casa que vive no subúrbio do Rio de Janeiro com seus dois filhos, Bebel (Guta Stresser) e Tuco (Lúcio Mauro Filho), seu genro Agostinho (Pedro Cardoso) e seu marido Lineu (Marco Nanini). Sempre que alguém tem algum problema, Nenê não vê problema em dar abrigo, como foi com seu pai, o Seu Floriano (Rogério Cardoso), que também já morou com a família (até o dia da morte do mesmo). Outro membro da família que também já passou um tempo na casa da família Silva foi o Tio Juvenal (Francisco Milani), conhecido como Tio Mala, que também morreu.
Dona Nenê adora ter a família reunida e perto dela, não suporta a ideia de ter brigas entre os seus parentes e nem de tê-los morando longe, embora ela saiba que os filhos estão crescidos e que mais cedo ou mais tarde, já não os terá por perto.
No carnaval de 2002, ela descobriu que tinha uma meia-irmã: Marina (Camila Pitanga). A jovem moça tinha sido fruto de um relacionamento de carnaval de Seu Flor há mais ou menos vinte anos. Nenê não gostou do fato de seu pai ter outra filha, mas mesmo assim aceitou a moça, já que a mesma não tinha culpa e que Nenê já havia simpatizado com ela, enquanto Marina namorava o seu filho Tuco (os dois não sabiam que eram meia-tia e meio-sobrinho, respectivamente).
Todo dia das mães, ela espera por uma boa surpresa, que não seja cozinhar para toda a tropa como ela gosta de chamar. Infelizmente, nunca são surpresas boas, o que acaba chateando a matriarca da família, que sempre espera receber em troca nesse dia, tudo que uma mãe poderia receber. Ela já chegou a ser abandonada no Maracanã pela família, nessa data que ela considera bastante especial.
Em 2009, viu seu casamento em risco. O padre, que havia celebrado a sua união com Lineu, era casado desde o início da década de 1970. Por ele viver em pecado, todas as cerimônias deste período em diante, não teriam validade. Após saber disso, Nenê se considerou solteira (já que seu casamento era inválido) e resolveu casar-se novamente. Pediu para que Marilda (Andrea Beltrão), sua amiga, descobrisse se o padre atual era de confiança. Na igreja, Nenê brigou com Lineu, por conta de um celular que ela havia recebido de Beiçola (Marcos Oliveira), com fotos de seu marido em uma festa de despedida de solteiro, mas no final, não passava de um mal entendido e o casamento dos dois, após anos, finalmente se concretizou.
Nenê sempre viu em Marilda, a cabeleireira do bairro, a sua melhor amiga e sempre a considerou como uma irmã. Elas se conheceram quando novas e após alguns anos de distância, se reencontraram quando Marilda se mudou para o bairro. As duas passaram por diversas situações desastrosas, principalmente porque a cabeleireira nunca conseguia arranjar um namorado (como a mesma sempre dizia: ela tinha dedo podre pra homem), e por conta disso, a dona-de-casa se metia, o que fazia tudo ficar pior. Na décima temporada, Nenê teve que se contentar com a fuga de sua amiga. Marilda havia encontrado seu amor na internet e foi atrás dele.
No ano seguinte, Nenê se candidatou e ganhou as eleições do bairro, se tornando, assim, a nova presidente da Associação de Moradores do Bairro (AMOB). Só que nada foi tão fácil quanto ela imaginava. Todos começaram a compará-la com o presidente anterior, o seu marido. Para piorar, a rua do bairro entrou na lista de demolição para a construção de um viaduto rumo a Zona Sul do Rio de Janeiro. A atual presidente organizou um protesto dos moradores dentro do Paivense (clube do bairro), e, por enquanto, as obras não avançaram.
Nesse mesmo ano, Nenê descobriu um novo talento: a música. Após brigar com o seu marido, por causa de uma mulher oferecida do trabalho de Lineu, e de dar ao seu marido mais um pouco de confiança, uma outra crise iniciou na vida do casal. Nenê ensaiou escondido com Dona Glória (Laura Cardoso), sua sogra, o que irritou o seu marido (ele ficou com ciúme do cantor que estava com sua esposa). No final os dois se entenderam, pois foram feitos um para o outro, e de vez em quando, ensaiam juntos (ela sendo vocalista da banda de Lineu: Os Fiscais do Ritmo).

## Personalidade
Nenê é uma dona de casa exemplar e que cozinha como ninguém. É uma mãe dedicada e zelosa, pronta para ouvir os problemas de todos, incluindo de sua melhor amiga Marilda. Muitas vezes ela tenta resolver esses problemas, o que faz com que ela acabe entrando em confusão. 
Dona Nenê também adora acobertar as trapalhadas dos filhos, do genro e dos amigos, o que normalmente deixa Lineu estressado, pois sempre é o último a saber dos fatos. Ela sempre tenta apaziguar os ânimos da família quando começa uma confusão.
Tem a fama de ser chorona, já que sempre que tem alguma situação que sai de controle, ela chora, uma cena comum nos natais e nos dias das mães da família.
Ela adora fazer chantagem emocional para tentar fazer com que os demais sintam pena dela. Na maioria das vezes, a “vítima” acaba sendo o seu marido Lineu, que acaba concordando com a sua esposa, só para fazê-la mais feliz.
Mesmo com tantas qualidades, Nenê já mostrou, muitas vezes, que não é uma Santa Nenê (apelido sarcástico, dado pela família). Ela tem muito ciúme, já visto em inúmeros casos do Tuco (principalmente com a ex-namorada Vivi) e com seu marido Lineu (que já foi acusado de traição muitas vezes, sempre, é claro, acusações falsas).
Ela também tem um grande problema com vícios, como com calmantes (episódio “Um Tapinha não Dói” da 2ª temporada) e jogos de azar (“Mãe, Avó e Viciada” da 9 temporada e “O Emprestado que Sai Caro” da 10ª temporada). Aliás, são nos jogos de cartas que ela normalmente trapaceia, como visto no episódio ''Os Trapaceiros'' da 8ª temporada.
Bastante religiosa, ela é capaz de cometer muitos exageros, em nome da família.
Mesmo sem saber mentir, já que começa a ficar nervosa e gagueja muito sempre que pressionada, ela mente sobre a verdadeira idade (ela se incomoda muito com o fato de se tornar mais velha a cada ano que passa).
Seu lado vingativo já se mostrou bastante forte. Em “A Rainha do Bambolê”, ela se fingiu de doente só para mostrar pra Vivi (a então namorada de Tuco) que era difícil ser dona de casa. Mas mesmo assim, sempre no final se mostra arrependida e tenta consertar os seus erros.

## Aniversário
Tudo que se sabe é que ela nasceu em 1953, como foi revelado no episódio "Amigos, Amigos, Negócios à Parte" da 2ª temporada. Não se sabe exatamente o mês e o dia, mas no episódio "Feitiço Na Rua" da 12ª temporada, uma pista referente ao aniversário de Nenê foi mencionada. Lineu revela que a esposa é do signo de câncer, logo Nenê nasceu entre 22 de junho e 21 de julho.
Nenê não gosta de se sentir tão velha, e por conta disso esconde a sua idade. Já chegou a diminuir os anos, o que causou uma grande confusão, já que seu pai, Seu Floriano, fazia apostas com o ano de seu nascimento. Tudo isso mostrado nesse episódio do 2° ano da série.

## Anos 70
A juventude de Lineu e Nenê já foram exploradas algumas vezes. No longa-metragem descobrimos que Lineu e Carlinhos (o então quase namorado de Nenê) disputaram a companhia dela, no tradicional baile, através da sorte (disputa de gravetos) já que enquanto um tinha o paletó, mas não tinha o convite, o outro tinha o convite, mas não tinha o paletó. Lineu trapaceou (seja qual fosse o graveto escolhido por Carlinhos, Lineu ganharia) e ganhou o paletó. Mas Nenê já estava interessada em Lineu, e queria mesmo que ele fosse ao baile. (razão pela qual ela combinou com Carlinhos no baile, e, para provocar Lineu, fez com que este soubesse disso, pois para Nenê, Lineu ficaria com ciúme e tentaria alguma coisa).
Um tempo depois, e apaixonada por Lineu, Nenê descobriu que estava grávida, mesmo com medo, contou a novidade para ele, que logo se apavorou, pois estava na faculdade, não trabalhava, morava na casa dos pais e não queria viver as custas de Seu Floriano (pai de Nenê). Para provar seu amor, Lineu começou a trabalhar na pastelaria do Seu Salvador (pai do Beiçola). Trabalhava de noite e estudava de dia. Tudo isso mostrado em “O Passado Bate A Sua Carteira”.
Em 1975, com 22 anos incompletos e grávida de quatro meses de Bebel, fato mostrado no episódio “Vai Começar Tudo Outra Vez”, Nenê queria se casar no dia 16 de abril (aniversário de Seu Floriano), mas como não havia dinheiro, adiaram para Maio, com Bebel nascendo cinco meses depois.

## Religião
Extremamente católica, Dona Nenê sempre mete os outros membros da família em suas promessas. Como em “Pagadora de Promessas”, onde ela fez uma promessa para Nossa Senhora dizendo que se Agostinho e Bebel tivessem um filho, ela levaria a família inteira para Aparecida do Norte. Mas cada um teria um sacrifício para fazer como Tuco ter que cancelar sua viagem com Gina, Lineu teria que levar uma vela do tamanho do Agostinho, Bebel teria de viajar vestida de anjo e Nenê ficaria de jejum, o que no final não deu certo.
Em “A Santa”, esse lado fanático da personagem se mostrou bastante forte, já que ela foi capaz de ver pecado em todos, e também não queria pecado dentro de casa (já que havia a imagem de uma santa em sua sala).
Mas, mesmo sendo católica, Nenê acredita nas outras religiões. Ela sempre procurava a índia Potira, atualmente, ela de vez em quando faz consultas com o Pajé Muricy, o que irrita bastante Lineu, que não acredita em nada disso.

## Roberto Carlos
Fã declarada de Roberto Carlos, Nenê sempre despertou uma ponta de ciúmes em Lineu quando falava sobre o cantor, mas isso ficou mais evidente no episódio “O Rei e Eu”, onde Nenê ganhou um sorteio no rádio, podendo ver um show do cantor, e com direito a visita no camarim.
Mas logo após, Nenê fica tão empolgada, que destrata todo mundo, incluindo sua melhor amiga Marilda, que logo se incomoda por Nenê não saber falar de outra coisa (mas mesmo se incomodando, ela não se importa tanto, afinal ela iria ver o cantor).
Para piorar, Mendonça planeja uma blitz da fiscalização sanitário no local e Lineu vai, para vigiar a mulher, que não para de falar no Roberto.
Uma curiosidade: O cantor revelou ser fã da série, e disse que foi uma emoção muito grande participar de uma série que não perde nenhum episódio.
Outra curiosidade: no show, os personagens estavam usando roupas em tons próximas ao azul (cor favorita do cantor).

## Carioca ou mineira?
Essa é uma pergunta que ainda não têm resposta. De vez em quando Nenê comenta sobre sua família de Governador Valadares. Mas esse é um lado que não foi tão explorado, normalmente vemos os seus parentes aparecendo em sua casa, mas não falam tanto assim de suas origens, mas sabe-se que ela cresceu por lá, ou pelo menos, passou algumas férias por lá.

## Relações

### Lineu Silva
Se conheceram nos anos 70, e o namoro foi oficializado no Baile. Após um tempo, e muito apaixonados, ela engravidou, tendo Bebel em outubro de 1975. Três anos depois, teve Tuco.
Sua relação com o marido é a melhor possível, por isso passaram tantos anos juntos, embora tenham tido uma pequena crise no início da 7ª Temporada, crise que fez com que os personagens ficassem separados por bons episódios, mas que mesmo brigados, não conseguiam se imaginar um longe do outro (essa situação acabou mostrando que eles realmente se amavam, mesmo nessa situação). 
Eles juntos conseguem ter o equilíbrio perfeito pra segurar as encrencas da família, já que enquanto ele é a razão, ela é o coração.

### Maria Isabel da Silva Carrara (Bebel)
A primogênita sempre foi bastante mimada pelos pais, fato que a própria Nenê admite que foi um erro. Mesmo assim as duas sempre trocaram conselhos, e Nenê nunca deixou de dar carinho para a filha, embora seja algumas vezes provocada pela filha, que diz que ela protege o filho preferido). Mesmo assim, as duas já brigaram diversas vezes, de ficarem dias sem uma falar com a outra, mas no final o amor de mãe e filha sempre falou mais alto.

### Artur Silva (Tuco)
O caçula da família Silva, é super paparicado pela mãe, o que faz com que pareça ser seu filho preferido.
Os dois se dão super bem, e ela normalmente acoberta as trapalhadas do filho (Lineu sempre é o último a saber).
Essa super proteção sempre é motivo de brigas entre Lineu e Nenê, já que ele acha que por ter mimado muito o filho, hoje em dia ele não é um adulto responsável, fato que Nenê nega e defende o filho sempre com alguma desculpa sobre os fracassos do filho.
Nenê também briga muito com as namoradas de seu filho. Esse ciúme que ela tem é tão grande, que já fez até ela brigar com a sua melhor amiga Marilda, enquanto a mesma namorava Tuco. Mas a maior vítima foi Vivi (Leandra Leal), que sofreu nas mãos de Nenê. Gina, a atual namorada, quase não teve brigas com Nenê.

### Agostinho Carrara
Mesmo sabendo que o genro não é confiável, Dona Nenê acredita que ele seja capaz de mudar e sempre dá um voto de confiança (o que deixa Lineu irritadíssimo). Agostinho adora puxar saco da sogra e com isso, quase sempre consegue o que quer com ela. 
Mesmo depois de aprontar, Dona Nenê sempre abre o coração pro genro, o que faz com que ele seja sempre grato a ela.

### Marilda Rei
Melhores amigas desde a juventude, Marilda é a cabeleireira do bairro, e, oficial de Dona Nenê. As duas trocam conselhos entre si e fofocam bastante. 
Mas mesmo com uma forte amizade assim, as duas enfrentam algumas brigas e quase sempre por culpa de Nenê, as duas entram em roubadas, mas sempre conseguem resolver.

### Maria Angelina Carvalho (Gina)
Após anos implicando com todas as pretendentes de seu filho Tuco (e isso inclui até a sua irmã por parte de pai, Marina), ela finalmente gostou de uma moça: a Gina (Natália Lage). Apesar da jovem ser um pouco moderna, Nenê gosta dela e acha que ela é a moça certa para ficar com seu filho. Nas brigas mais sérias no jovem casal, a dona de casa tenta fazer o possível para reverter essa situação. Poucas vezes as duas se desentenderam.  

### Abelardo Taubaté (Beiçola)
Abelardo, mais conhecido como Beiçola, sempre alimentou uma paixonite pela Dona Nenê, que sempre o rejeitou (não apenas por não gostar dele, mas também porque é casada). Mesmo assim, ele sempre insiste nesse amor impossível, mesmo namorando Abigail (Márcia Manfredini), vizinha invejosa de Nenê.
Os dois conseguem ser amigos, a única exceção, é quando Beiçola começa a se vestir de Dona Etelvina (sua mãe) por esquecer de tomar seus remédios. Nessa situação, a maior vontade da mãe dele é de bater nas mulheres que se aproximam de seu Abelardinho.
Muitos da sua família rejeitam Beiçola, mas por ter pena dele, ela o convida para as festas de família

### Dona Abigail
Dona Abigail tem muita inveja de Dona Nenê, porque ela é popular no bairro por ser uma ótima dona de casa, uma boa mãe de família, e várias outras qualidades. O que mais distância as duas é a língua afiada de Dona Abigail, que insiste em falar mal dos outros, incluindo a família Silva (o que faz Nenê gostar menos ainda dela).
As duas não se gostam, mas em raros momentos conseguem se entender.

## Apelidos
- Dona Nenê - Como é conhecida na vizinhança.

- Santa Nenê - Usado quando ela mostra toda a sua bondade com os outros (acobertando as trapalhadas da família).

- Madre Nenê de Calcutá - Tem a mesma função do apelido anterior. No entanto, esse é mais usado como deboche. Uma alusão a Madre Teresa de Calcutá.

- Dona Neném - Como Paulão (Evandro Mesquita) a chamava erroneamente em suas primeiras aparições.